# Exo-SC
EXO-SC (también conocido como Sehun & Chanyeol) es la segunda subunidad de EXO. El grupo está compuesto por dos integrantes: Chanyeol y Sehun. EXO-SC debutó el 22 de julio de 2019 con el miniálbum What a Life.

## Historia

### 2019-presente: Formación y debut
En la gira EXO Planet 4 ─ The EℓyXiOn, Chanyeol y Sehun interpretaron juntos una canción titulada «We Young» como un dúo en Seúl y Macao en julio y agosto de 2018, luego la canción fue lanzada digitalmente a través de SM Station X 0 el 14 de septiembre de 2018.
El 5 de junio de 2019, se reveló que Chanyeol y Sehun debutarían como la segunda subunidad y el primer dúo de EXO en julio. El 28 de junio, el nombre de la unidad fue anunciado como Exo-SC (abreviatura de SeChan), siendo una combinación de los nombres de los integrantes. El mismo día, se anunció que la unidad lanzaría su primer miniálbum titulado What a Life el 22 de julio, que contiene seis canciones. El dúo obtuvo su primera victoria musical en Music Bank a once días de su debut. El 10 de junio de 2020, se reveló que el dúo regresaría con un nuevo álbum en julio. EXO-SC lanzó 1 Billion Views el 13 de julio.

## Discografía

### Álbum de estudio
| Título          | Detalles | Mejor posición | Mejor posición | Mejor posición | Mejor posición | Mejor posición | Ventas                                    | Certificación      |
| Título          | Detalles | COR            | JPN            | JPN Hot        | POL            | UK Dig.        | Ventas                                    | Certificación      |
| --------------- | --- | -------------- | -------------- | -------------- | -------------- | -------------- | ----------------------------------------- | ------------------ |
| 1 Billion Views | - Lanzamiento: 13 de julio de 2020 - Discográfica: SM Entertainment - Formato(s): CD, descarga digital, streaming | 1              | 10             | 16             | 22             | 65             | - COR: 540 754 - CHN: 142 145 - JPN: 5824 | - KMCA: 2× Platino |

### EP
| Título      | Detalles | Mejor posición | Mejor posición | Mejor posición | Mejor posición | Mejor posición | Mejor posición | Mejor posición | Mejor posición | Ventas                                                  | Certificación   |
| Título      | Detalles | COR            | JPN            | JPN Hot        | POL            | UK Dig.        | US Heat        | US Indie       | US World       | Ventas                                                  | Certificación   |
| ----------- | --- | -------------- | -------------- | -------------- | -------------- | -------------- | -------------- | -------------- | -------------- | ------------------------------------------------------- | --------------- |
| What a Life | - Lanzamiento: 22 de julio de 2019 - Discográfica(s): SM, Dreamus - Formato(s): CD, descarga digital, streaming | 1              | 29             | 19             | 26             | 43             | 10             | 32             | 8              | - COR: 417 735 - CHN: 184 967 - JPN: 5 436 - EUA: 1 000 | - KMCA: Platino |

### Sencillos
| Título                                                                            | Año  | Mejor posición | Mejor posición | Ventas         | Álbum           |
| Título                                                                            | Año  | COR            | COR            | Ventas         | Álbum           |
| Título                                                                            | Año  | Gaon           | Hot 100        | Ventas         | Álbum           |
| --------------------------------------------------------------------------------- | ---- | -------------- | -------------- | -------------- | --------------- |
| «What a Life»                                                                     | 2019 | 83             | 1              | N/A            | What a Life     |
| «Just Us 2» (있어 희미하게) (featuring Gaeko)                                     | 2019 | 107            | 3              | N/A            | What a Life     |
| «Closer to You» (부르면 돼)                                                       | 2019 | 120            | —              | N/A            | What a Life     |
| «Telephone» (척) (featuring 10cm)                                                 | 2020 | 72             | —              | - CHN: 252 863 | 1 Billion Views |
| «1 Billion Views» (10억뷰) (featuring Moon)                                       | 2020 | 24             | —              | N/A            | 1 Billion Views |
| «–» indica que el lanzamiento no fue lanzado o no se posicionó en ese territorio. |      |                |                |                |                 |

### Otras canciones
| Título                              | Año  | Mejor posición | Álbum           |
| Título                              | Año  | COR            | Álbum           |
| Título                              | Año  | Gaon           | Álbum           |
| ----------------------------------- | ---- | -------------- | --------------- |
| «Borderline» (선)                   | 2019 | 189            | What a Life     |
| «Roller Coaster» (롤러코스터)       | 2019 | 195            | What a Life     |
| «Say It» (featuring Penomeco)       | 2020 | 145            | 1 Billion Views |
| «Rodeo Station» (로데오역)          | 2020 | 136            | 1 Billion Views |
| «Jet Lag» (시차적응)                | 2020 | 168            | 1 Billion Views |
| «Fly Away» (날개) (featuring Gaeko) | 2020 | 162            | 1 Billion Views |
| «Nothin'»                           | 2020 | 198            | 1 Billion Views |
| «On Me»                             | 2020 | 188            | 1 Billion Views |

## Filmografía
| Año  | Título                  | Canal      | Notas                       | Ref.   |
| ---- | ----------------------- | ---------- | --------------------------- | ------ |
| 2019 | My Little Television V2 | MBC Twitch | Invitados (episodios 18-19) | [ 35 ] |
| 2020 | After Mom Falls Asleep  | YouTube    | Invitados                   | [ 36 ] |

## Premios y nominaciones
| Año  | Premio                  | Categoría                                | Trabajo nominado | Resultados |
| ---- | ----------------------- | ---------------------------------------- | ---------------- | ---------- |
| 2019 | Golden Disc Awards      | Disc Bonsang                             | What a Life      | Ganadores  |
| 2019 | Golden Disc Awards      | Disc Daesang                             | What a Life      | Nominados  |
| 2019 | 29th Seoul Music Awards | Popularity Award                         | EXO-SC           | Nominados  |
| 2019 | 29th Seoul Music Awards | Hallyu Special Award                     | EXO-SC           | Nominados  |
| 2019 | 29th Seoul Music Awards | Bonsang Award                            | EXO-SC           | Nominados  |
| 2019 | 29th Seoul Music Awards | QQ Music Most Popular K-Pop Artist Award | EXO-SC           | Nominados  |